# 1-氧杂-4,7-二氮杂环壬烷
1-氧杂-4,7-二氮杂环壬烷是一种有机化合物，化学式为C6H14N2O。它可由N,N'-二(4-甲苯磺酰基)乙二胺二钠和二乙二醇二(4-甲苯磺酸)酯在干燥的DMF中于110 °C反应，再在乙酸、48%氢溴酸和苯酚的混合溶液中回流制得。它和卤代烷基化合物（如溴乙基氨二乙酸二叔丁酯、2-溴-1-(4-羟甲基-1-哌啶基)乙酮等）反应，可以得到4,7-二(取代烷基)-1-氧杂-4,7-二氮杂环壬烷。